# Хабушу

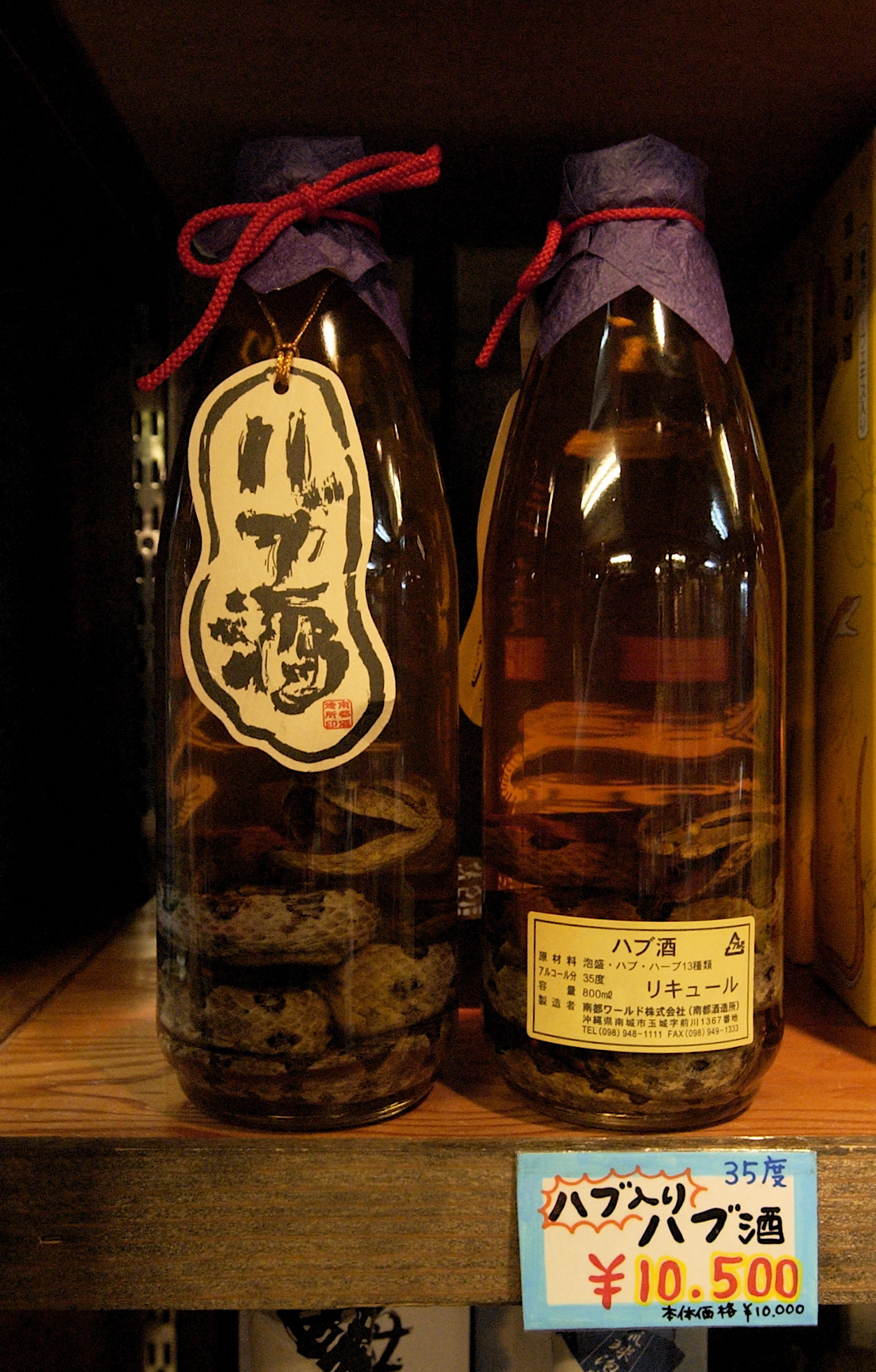
Хабушу

Хабушу (яп. ハブ酒) — лікер на основі аваморі, виготовляється Окінаві, Японія. Інші поширені назви включають хабу саке або окінавське зміїне вино. Назва хабушу походить від назви гадюки "хабу", лат. Protobothrops flavoviridis. Хабу є отруйними, вони поширені в Південносхідної Азії та на інших великих островних групах, включаючи Філіппіни, Рюкю та Японію. Укус хабу може спричинити нудоту, блювоту, гіпотонію та, можливо, смерть. Були випадки, коли жертви повідомляли про втрату рухової функції рук і ніг після лікування.

## Виробництво
Основний виробник хабушу використовує близько 5000 хабу на рік. Виробники використовують рис і цвіль кодзі для отримання аваморі, який викорисовується для хабушу. Аваморі спочатку змішують з травами та медом, надаючи прозорій рідині жовтий відтінок. Потім гадюка поміщається в рідину і зберігається у ній до споживання. Типовою практикою є старіння аваморі протягом тривалого періоду часу. Спирт допомагає отруті розчинитися, внаслідок чого напій не є отруйним. Деякі марки хабушу продаються з гадюкою у пляшці.
Існує два методи як гадюку розміщують у напої. Виробник може просто занурити гадюку в алкоголь і закупорити пляшку, таким чином утопивши її. Як альтернативу, гадюку кладуть на лід, поки вона не втратить свідомість, після чого вона буде випотрошена, знекровлена і зашита. Коли гадюка відтає і прокинеться, вона швидко помре, поводячись при цьому доволі агресивно, чого намагаються досягти більшість виробників. Потім виробник помістить хабу в етанолову ванну на місяць, щоб законсервувати її. Далі, хабу розміщують у 59% спиртовій суміші на 40 днів і, нарешті, у 35% аваморі, щоб підготувати до вживання. Вважається, що видалення нутрощів гадюки, як у другому способі, зменшує неприємний запах напою.
Оскільки способи виробництва різняться, різниться і смак напою. Так, одна пляшка може містити м’які нотки солодощів та прянощів, тоді як інша може бути абсолютно неприємною.
Хабу здатна спаровуватися протягом 26 годин, що змушує деяких вважати, що напій хабушу може допомогти сексуальній дисфункції у чоловіків. Також жителі Окінави вірили, що запах хабушу може відлякати чуму.
Зараз, здебільшого хабушу споживається туристами.